# Dimmi Perché
A Dimmi Perché a német Highland együttes második nagylemeze, amely 2008-ban jelent meg.

## Számok
1. "Dimmi Perché" - 3:56
2. "Under Blue Sky (Pad Neblom Galubom)" - 3:17
3. "Ave Maria" - 3:58
4. "Bella Stella (Új verzió)" - 3:38
5. "Eternita" - 3:54
6. "Cometa Magica" - 3:55
7. "Se Tu Vuoi (Új verzió)" - 3:41
8. "Kyrie Eleison" - 4:00
9. "Magic Fortuna (Új verzió)" - 3:38
10. "Occhi Blue" – 3:58
11. "Figlia De La Luna" – 3:48
12. "Veni Vidi Vici (Új verzió)" - 3:49

## Közreműködtek
- Nicole Heiland - Ének
- Dean Burke - Ének, Rap